# Саркис Шнорали
Сарки́с Шнорали́ (арм. Սարգիս Շնորհալի), — армянский богослов, крупный представитель киликийской школы XII века.

## Биография
Саркис Шнорали получил образование в Харберде, в монастыре Кармир, у известного вардапета Степаноса Манука. Был одноклассником Нерсеса Шнорали и Игнатиоса Вардапета. Продолжил творческую деятельность в Киликии, в монастыре Карашити на Чёрной горе. Самой известной из его трудов является истолковательная книга «Комментарии семи католических эпистолов» написанный в 1156 году. Стиль его языка пространный. Прозвище «шнорали» (одаренный) получил за изысканность и доступность языка.

## Сочинения
- «Комментарии к семи католическим эпистолам» (арм. «Մեկնութիւն եօթանց թղթոց կաթողիկեայց») — издан в 1743 и 1826 годах [6]
- «Проповеди» (арм. «Յորդորակներ») — сборник из 43-х проповедей. Издан в 1743 году [6]
- «Истолкование пророчеств Исаии» (арм. «Մեկնութիւն Եսայեայ») — не сохранился до наших дней [6]